# Heping, Liangzhou
Heping (kinesiska: 和平) är en köping i nordvästra Kina. Den ligger i stadsdistriktet Liangzhou i staden Wuwei i provinsen Gansu, omkring 230 kilometer nordväst om provinshuvudstaden Lanzhou.